# Alejandra Argudo
Silvia Alejandra Argudo Intriago (sinh ngày 31 tháng 7 năm 1992) là một người mẫu và chủ nhân cuộc thi sắc đẹp người Ecuador, người đã đăng quang Hoa hậu Ecuador 2014 và đại diện cho Ecuador tại Hoa hậu Hoàn vũ 2014.

## Tuổi thơ
Alejandra là một sinh viên Tâm lý học tại Đại học Kansas ở Hoa Kỳ.

## Cuộc thi sắc đẹp

### Hoa hậu Ecuador 2014
Alejandra đã đăng quang với tư cách là Hoa hậu Ecuador 2014 đại diện cho Manabi vào ngày 15 tháng 3 năm 2014. Cô đại diện cho Ecuador tại Hoa hậu Hoàn vũ 2014. Đồng thời, Á hậu đã đăng quang với tư cách là Hoa hậu Quốc tế Ecuador và Hoa hậu Supranational Ecuador và tham dự thi đấu tại các cuộc thi quốc tế.

### World Next Top Model 2013
Alejandra đại diện cho Ecuador tại cuộc thi World Next Top Model 2013 và được xếp vào Top 12.

### Hoa hậu Hoàn vũ 2014
Alejandra đại diện cho Ecuador tại cuộc thi Hoa hậu Hoàn vũ 2014 được tổ chức vào Chủ nhật ngày 25 tháng 1 năm 2015, tại US Century Bank Arena trên địa điểm của Đại học Quốc tế Florida ở Doral, Miami, Florida, nhưng cô đã thất bại trong số các thí sinh bán kết.